# Касолд, Мишель
Мишель Плурд Касолд (англ. Michelle Plourde Kasold, 26 мая 1987, Сан-Хосе, Калифорния, США) — американская хоккеистка (хоккей на траве), нападающий. Участница летних Олимпийских игр 2012 и 2016 годов, двукратная чемпионка Панамериканских игр 2011 и 2015 годов, серебряный призёр Панамериканских игр 2007 года.

## Биография
Мишель Касолд родилась 26 мая 1987 года в американском городе Сан-Хосе в штате Калифорния.
Окончила университет Уэйк-Форест в Уинстон-Сейлеме по специальности «социология».
Начала заниматься хоккеем на траве в 1998 году. Играла за «Тар Дэвилз».
Дважды выигрывала золотые медали хоккейных турниров Панамериканских игр — в 2011 году в Гвадалахаре и в 2015 году в Торонто. Кроме того, завоевала серебро в 2007 году в Рио-де-Жанейро.
В 2012 году вошла в состав женской сборной США по хоккею на траве на летних Олимпийских играх в Лондоне, занявшей 12-е место. Играла на позиции нападающего, провела 6 матчей, мячей не забивала.
В 2016 году вошла в состав женской сборной США по хоккею на траве на летних Олимпийских играх в Рио-де-Жанейро, занявшей 5-е место. Играла на позиции нападающего, провела 6 матчей, забила 1 мяч в ворота сборной Аргентины.